# Divertikel

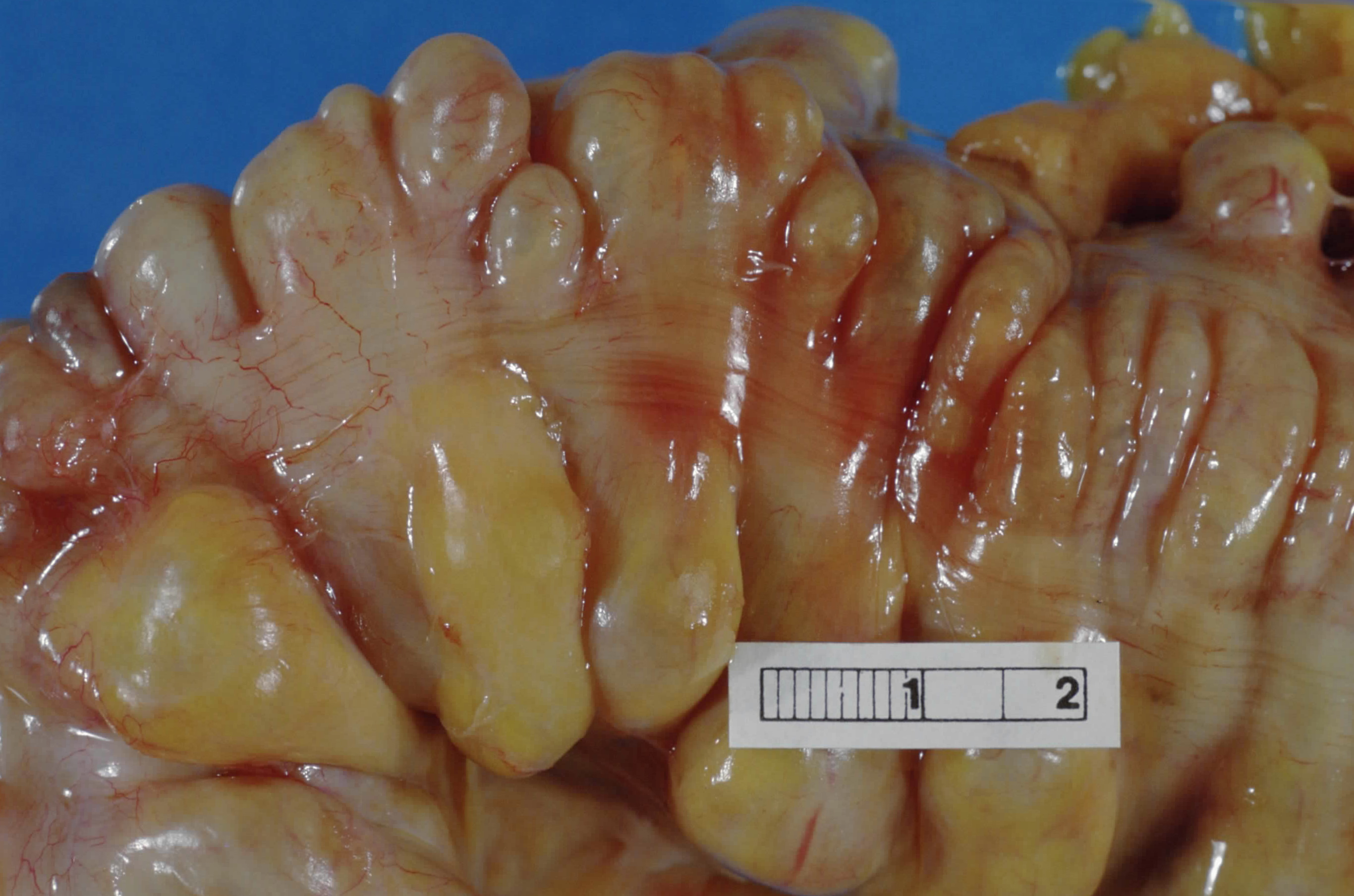
Divertikels aan de dikke darm

Een divertikel is een zakvormige uitstulping van een hol orgaan dat kan voorkomen op verschillende plaatsen in het lichaam, bijvoorbeeld de slokdarm, de dikke darm of de urineblaas.
De meeste divertikels komen voor in de dikke darm en in het bijzonder in het colon sigmoides, het deel vlak voor het rectum. Het aanwezig zijn van divertikels wordt diverticulose genoemd. 
Divertikels variëren in grootte van 2,5 tot ca 25 mm en zijn op zich onschuldig maar kunnen makkelijk ontstoken raken. Men spreekt dan van diverticulitis. Divertikels ontstaan doorgaans vanaf het 40e levensjaar, en een zeer groot deel van de ouderen boven de 90 jaar heeft een groot aantal divertikels, zonder daar last van te hoeven hebben.
Een divertikel dat zich bevindt ter hoogte van de ingang van de slokdarm, wordt een divertikel van Zenker genoemd.